# 熊本県道244号下郷北新田線
熊本県道244号下郷北新田線（くまもとけんどう244ごう しもごうきたしんでんせん）は、熊本県宇城市を通る一般県道である。

## 概要

### 路線データ
- 起点：熊本県宇城市豊野町下郷（熊本県道32号小川嘉島線交点）
- 終点：熊本県宇城市小川町北新田（北新田交差点、国道3号交点）

## 地理

### 通過する自治体
- 宇城市

### 交差する道路
| 交差する道路                | 交差する場所 | 交差する場所        |
| --------------------------- | ------------ | ------------------- |
| 熊本県道32号小川嘉島線      | 豊野町下郷   | 起点                |
| 熊本県道312号中小野浦川内線 | 小川町北小野 |                     |
| 国道3号                     | 小川町北新田 | 北新田交差点 / 終点 |

### 沿線
- 娑婆神峠
- 宇城市立小野部田小学校
- イオンモール宇城バリュー